# Široká koalice
Široká koalice je označení užívané v politice pro koalici vzniklou v situaci spojení skoro všech relevantních politických stran. Koalice musí být minimálně dvoučlenná a vyskytuje se v ní zpravidla více politických subjektů, než je zapotřebí k získání nadpoloviční většiny. V široké koalici jsou zpravidla sdruženy subjekty ideově nesourodé, ze širokého politického spektra, může se tedy jednat o koalici středo-pravo-levou.

## Příklady širokých koalic

### Česká republika
V letech 2008–2012 byla uplatněna vláda široké koalice například v Zastupitelstvu Zlínského kraje, které se zúčastnily strany ČSSD, ODS a KDU-ČSL.

### Slovensko
Na Slovensku vznikla po volbách v roce 1998 vládní široká koalice stran SDK, SDĽ, SMK a SOP. Předsedou vlády byl Mikuláš Dzurinda.

### Československo
V československé první republice existovaly v letech 1929–1938 tři široké koalice na vládní úrovni. V jejich čele stáli postupně František Udržal, Jan Malypetr a Milan Hodža. Jednalo se o koalice sestavené na základě výsledků voleb v letech 1929 a 1935. Ačkoli ve volbách v roce 1935 získala nejvíce hlasů Sudetoněmecká strana, ve vládní koalici zastoupena nebyla.
V koalici byly během její existence sdruženy tyto strany:
- Československá národní demokracie
- Československá strana lidová
- Československá strana národně socialistická
- Československá sociálně demokratická strana dělnická
- Československá živnostensko-obchodnická strana středostavovská
- Národní sjednocení
- Německá křesťansko sociální strana lidová
- Německá sociálně-demokratická strana dělnická
- Německý svaz zemědělců
- Republikánská strana zemědělského a malorolnického lidu

Do široké koalice patřily tyto vlády:
- Druhá vláda Františka Udržala
- První vláda Jana Malypetra
- Druhá vláda Jana Malypetra
- Třetí vláda Jana Malypetra
- První vláda Milana Hodži
- Druhá vláda Milana Hodži
- Třetí vláda Milana Hodži